# Baeotis elegantula
Baeotis elegantula is een vlindersoort uit de familie van de prachtvlinders (Riodinidae), onderfamilie Riodininae.
Baeotis elegantula werd in 1874 beschreven door Hopffer.